# Fiona Staples
Pour les articles homonymes, voir Staples (homonymie).
Fiona Staples est une dessinatrice de bandes dessinées canadienne. Son premier travail publié apparut dans le volume collectif Hour Comics Day Highlights 2005. Elle est surtout connue pour son travail sur la série Saga, commencée en 2012, qui lui a valu de nombreuses récompenses.

## Œuvres
- 24 Hour Comics Day Highlights 2005 : Amphibious Nightmare (About Comics, 2005)
- Done to Death (avec Andrew Foley), Markosia, juillet 2006-janvier 2009
- Button Man: "Book IV: The Hitman's Daughter" (couleurs, avec John Wagner et Frazer Irving, dans 2000 AD #1551-1566, 2007)
- Proof #6-8 (couleurs, avec Alexander Grecian et Riley Rossmo, Image Comics, mars-mai 2008)
- The Secret History of the Authority: Hawksmoor (avec Mike Costa, Wildstorm, juin 2008 - mars 2009)
- Tales from the Black Museum: "The Incredible Teatime Torture Show" (couleurs, avec Tony Lee et Vince Locke, dans Judge Dredd Megazine #284, mai 2009)
- North 40 (avec Aaron Williams, Wildstorm, septembre 2009 – février 2010)
- Northlanders: The Sea Road (avec Brian Wood, Vertigo, one-shot, juin 2010)
- Mystery Society (avec Steve Niles, IDW Publishing, avril 2010-série en cours)
- Jonah Hex #66 (avec Jimmy Palmiotti, DC Comics, one-shot, avril 2011)
- Saga (avec Brian K. Vaughan, Image Comics, série en cours, 14 mars 2012 –)
- Riverdale présente Archie - Tome 1 (avec le scénariste Mark Waid, les dessinateurs Veronica Fish et Annie Wu, et le coloriste Andre Szymanowicz, 2015)

### Couvertures
- DV8: Gods and Monsters #1-8 (2010)
- Superman/Batman #79-80 (2010)
- T.H.U.N.D.E.R. Agents #7-10 (2011)
- Criminal Macabre/The Goon : When Freaks Collide one-shot (2011)
- National Comics : Madame X #1 (2012)
- Rat Queens #1 couverture variante (2013)
- Fire and Stone #1 couverture variante (2014)
- Chrononauts #1 couverture variante (2015)
- The Wicked + The Divine #11 couverture variante (2015)
- Sex Criminals #16 XXX couverture variante (2017)
- Labyrinth: Coronation #1–12 (2018-2019)
- Nemesis: Reloaded #1–5 (Image, 2023)

## Prix et récompenses
Sauf précisions, ces prix ont été décernés aux États-Unis.
- 2011 :  prix Joe Shuster de la meilleure dessinatrice de couverture pour divers travaux
- 2013 : 
  - Prix Eisner de la meilleure série et de la meilleure nouvelle série pour Saga (avec Brian K. Vaughan)
  - Prix Harvey de la meilleure série, de la meilleure nouvelle série (avec Brian K. Vaughan), du meilleur dessinateur et du meilleur coloriste pour Saga ; du meilleur épisode pour Saga n°1 (avec Brian K. Vaughan)
  - Prix Hugo de la meilleure histoire graphique pour Saga, vol. 1 (avec Brian K. Vaughan)
- 2014 : 
  - Prix Eisner de la meilleure série (avec Brian K. Vaughan) et du meilleur peintre ou artiste multimédia pour Saga
  - Prix Harvey de la meilleure série (avec Brian K. Vaughan), du meilleur dessinateur et du meilleur artiste de couverture pour Saga
  -  Prix Joe Shuster de la meilleure dessinatrice pour Saga n°9-17
- 2015 : 
  - Prix Eisner de la meilleure série (avec Brian K. Vaughan) et du meilleur dessinateur/encreur pour Saga
  - Prix Harvey de la meilleure série (avec Brian K. Vaughan), du meilleur dessinateur et du meilleur artiste de couverture pour Saga
  - Prix Inkwell tout-en-un
- 2016 : prix Harvey de la meilleure série (avec Brian K. Vaughan), du meilleur dessinateur et du meilleur artiste de couverture pour Saga
- 2017 : prix Eisner de la meilleure série (avec Brian K. Vaughan), du meilleur dessinateur/encreur et du meilleur artiste de couverture pour Saga
- 2024 : prix Hugo de la meilleure histoire graphique pour Saga, vol. 11 (avec Brian K. Vaughan)